# Naturschutzgebiet Weseler Aue und Leygraben bei Flüren
Weseler Aue und Leygraben bei Flüren ist der Name eines 119 Hektar großen Naturschutzgebietes (NSG-Kennung WES-027) bei Wesel am Niederrhein. Es handelt sich um eine Fläche, die am künstlich angelegten Auesee und südlich sowie östlich des Stadtteils Flüren liegt.
Das Naturschutzgebiet wurde 2009 eingerichtet und ist eine Erweiterung des zuvor bestehenden Naturschutzgebiets Weseler Aue, das mit ähnlichem Flächenzuschnitt als FFH-Gebiet DE-4305-302 fortbesteht und seither eine Teilfläche des NSGs einnimmt. Weitere Teilbereiche des Naturschutzgebiets am westlichen Seeufer liegen im großen EU-Vogelschutzgebiet DE-4203-401 Unterer Niederrhein. Diese beiden NSG-Teilflächen gehören zum europäischen Schutzgebietsnetz Natura 2000.

## Lage
Während als Weseler Aue im weiteren Sinn ein größeres westlich der Bundesstraße 8 gelegenes Gebiet einschließlich des Auesees bezeichnet wird, umfasst das Naturschutzgebiet Weseler Aue und Leygraben bei Flüren nur einen 119 Hektar großen Teil dieses Gebiets. Es handelt sich um eine Landfläche, die vom nordwestlichen Ufer des Auesees entlang der gesamten Nordseite des Sees bis zum nordöstlichen Ufer reicht. Vom Ufer aus reicht sie für einige hundert Meter in die angrenzende Landschaft hinein. Zwar beginnt das Naturschutzgebiet am Rand des Auesees, die Wasserfläche selbst gehört jedoch nur zu geringen Teilen dazu. Außerdem gehört die nahe dem Nordufer im See gelegene Vogelinsel zum Naturschutzgebiet. In seinem Westen reicht das Gebiet nah an den Stadtteil Flüren heran, in seinem Osten liegt es in der Nähe der nördlichen Feldmark.

## Landschaft und Landschaftsgeschichte
Im Bereich des Naturschutzgebiets verlief einst der heute weiter westlich gelegene Rhein. Seit der letzten Eiszeit kam es in dem Gebiet zu Ablagerungen von Hochflutlehmen bei Überschwemmungen des Rheins. Dieser Lehm wurde durch den natürlich vorhandenen Auwald im Boden festgehalten und hatte eine hohe Qualität, sodass er besonders im 19. Jahrhundert abgebaut und am Rand der Aue zu Ziegeln gebrannt wurde. 1963 begann die Auskiesung des Auesees. Die umliegende Aue wurde weiterhin regelmäßig vom Rhein aus überschwemmt, was sich erst 1986 mit dem Bau eines neuen Rheindeichs grundlegend änderte. Die fehlenden Überflutungen wirkten sich in den Folgejahren deutlich auf das Ökosystem aus und sorgten in einigen Bereichen beispielsweise für den deutlichen Rückgang von Schilfröhrichten, an deren Stelle die zunehmende Verbuschung solcher Bereiche trat. Mittels eines Pumpsystems wird dem jedoch entgegengewirkt und die Feuchtgebiete teilweise erhalten.
Das Gelände ist nahezu vollständig flach, es gibt jedoch rund ein Meter tiefe Lehmabgrabungen. Der Leygraben verläuft auf einer Länge von 1,7 Kilometer durch das Naturschutzgebiet. Er führt nur zeitweise Wasser und verläuft in einigem Abstand ungefähr parallel zum Nordufer des Auesees. Ein Wanderweg um den Auesee verläuft am Leygraben entlang. Um ihn herum liegen durchgehend Gehölze und abschnittsweise künstlich angelegte Reihen von Pappeln und Kopfweiden.

## Vorkommende Arten
Zu den vorkommenden Tierarten zählen Bekassine, Braunes Langohr, Breitflügelfledermaus, Erdkröte, Grasfrosch, Habicht, Kammmolch, Nachtigall, Pirol, Teichfrosch, Teichmolch, Waldkauz, Waldohreule und Zwergfledermaus. Im heutigen Natura-2000-Gebiet Weseler Aue kommt es seit 2004 zur Beweidung mit Heckrindern. Bei den Pflanzen sind besonders Arten von Gräsern, Kräutern und Strauchgewächsen von Bedeutung.